# Schlosspark Wiesentheid

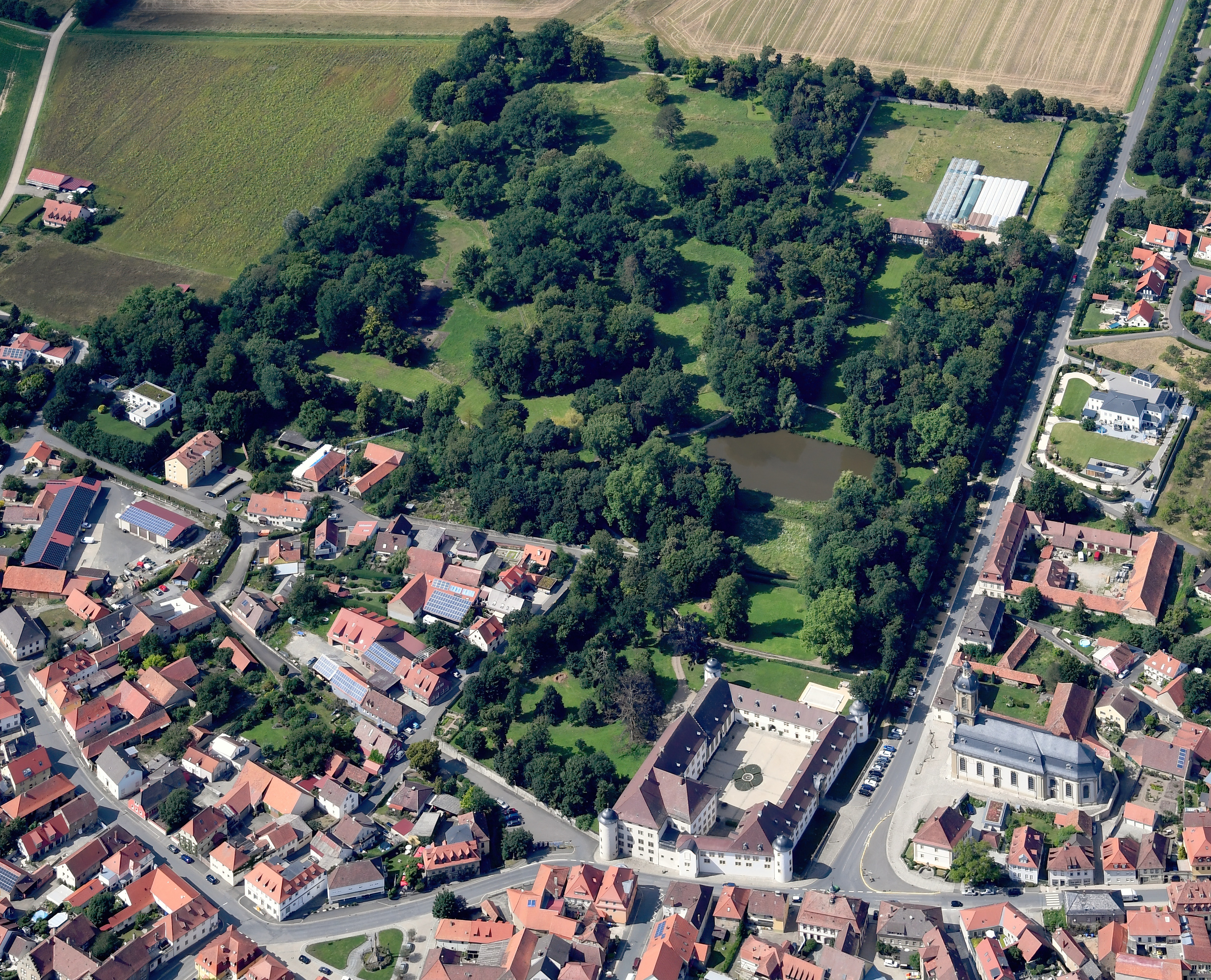
Luftbild des Schlossparks Wiesentheid

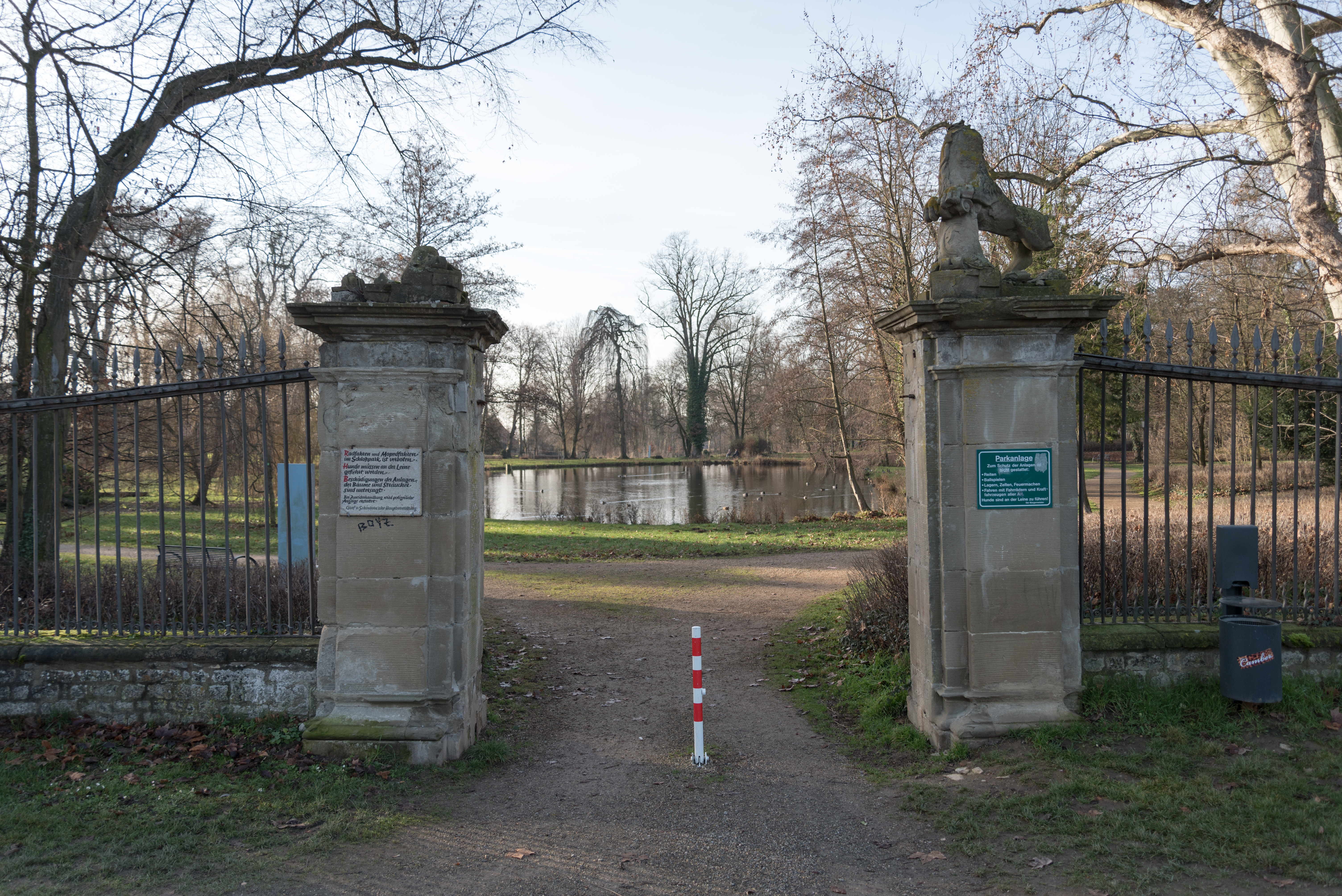
Das nordöstliche Parktor an der Kanzleistraße

Der Schlosspark Wiesentheid ist eine denkmalgeschützte Gartenanlage im Hauptort der unterfränkischen Gemeinde Wiesentheid. Die Geschichte des Schlossparks spiegelt die großen Gartenmoden der letzten 300 Jahre wider. Er liegt im Norden des Ortes zwischen Kanzlei- und Parkstraße.

## Geschichte
Die Geschichte des Schlossparks ist eng mit der Herrschaft der Grafen von Schönborn verbunden. Nach der Heirat von Rudolf Franz Erwein von Schönborn mit der damaligen Dorfherrin von Wiesentheid, Maria Eleonore von Dernbach, begann der Ausbau des Ortes zum Stammsitz der Familie und zum Residenzort. 1711 wurde das Renaissanceschloss durch den Bamberger Jesuitenpater Loyson erweitert und in eine Vierflügelanlage umgewandelt. Inspiriert von seinen Reisen zu den Schlössern der Niederlande und insbesondere Frankreichs plante Graf Rudolf Franz Erwein neben seinem Barockschloss auch die Anlage eines Gartens.

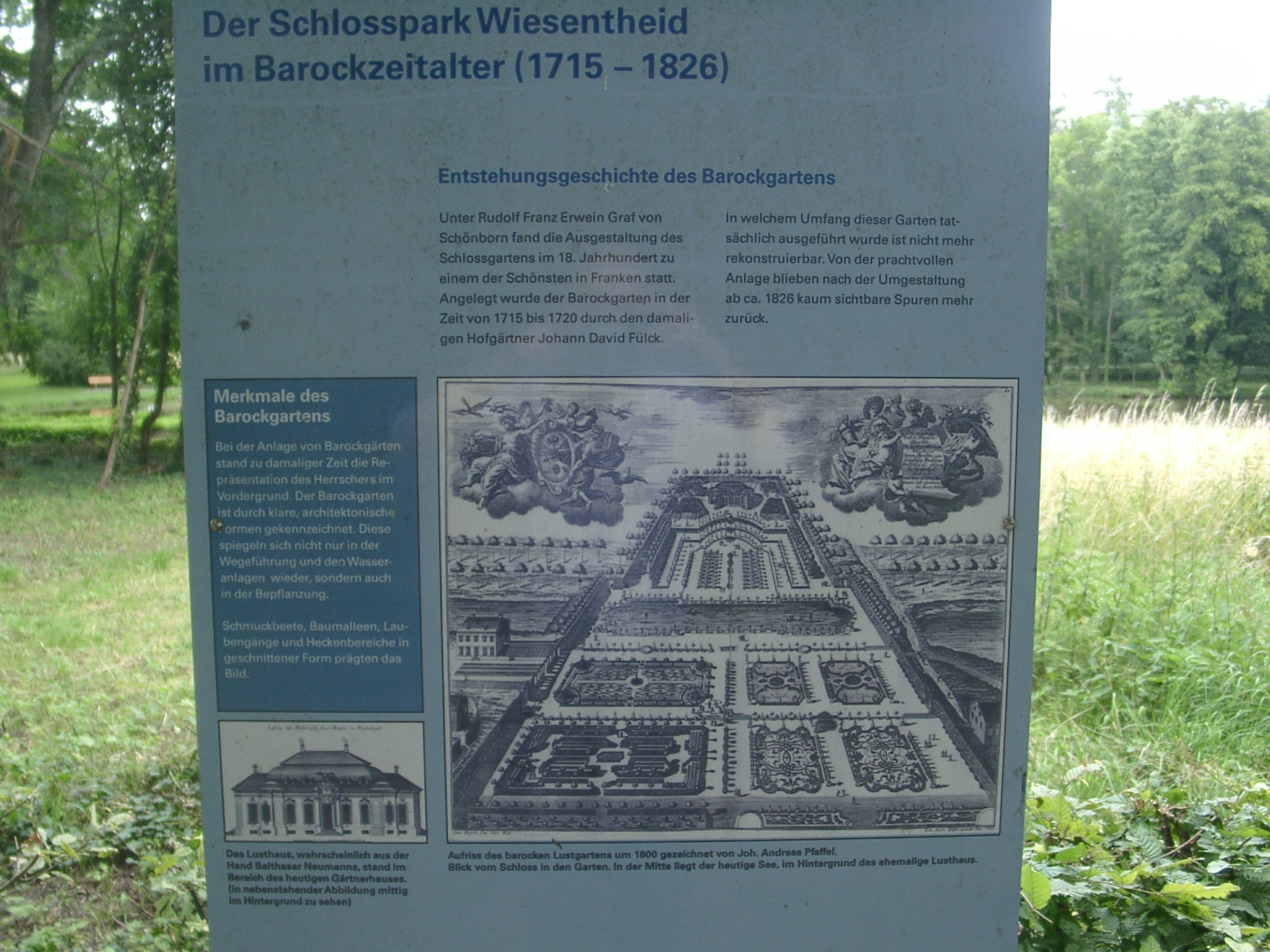
Der Barockgarten auf einer Informationstafel im heutigen Park

Neben dem Schloss bestand bereits ein kleiner Garten, zu dem auch ein Hirschgehege, der „Hirschgarten“, für herrschaftliche Jagden gehörte. Der Graf erwarb weitere Grundstücke im Norden und Westen seines Stammsitzes, um die Anlage zu erweitern. Zwischen 1715 und 1720 entstand unter der Leitung des Gartenbaumeisters Johann David Fülcken ein großer Barockgarten. Ebenfalls haben sich Pläne des französischen Gärtners Le Seurre erhalten, die den Wiesentheider Garten betreffen.
Bis 1721 war der Garten fertiggestellt, wurde aber 1722 noch einmal in Richtung Norden erweitert. Fülken überwarf sich schließlich mit dem Grafen und wurde entlassen. Der Garten orientierte sich an einer etwa 450 Meter langen Hauptachse, in deren Mittelpunkt sich die zweigeteilte Orangerie zu befand, die bereits 1719 schon 800 Bäume beherbergte. Dahinter begann ein großer Obstgarten, der sich sternförmig auf die Orangerie ausrichtete. Ganz im Norden befand sich das „Lusthaus“, ein Miniaturschlösschen. Es wurde wohl von Balthasar Neumann geplant. Fünf große Portale mit Figuren von Heinrich Stahler führten in den Park.
Das Zentrum des Gartens bildete die Kolossalfigur des Samsons mit den Löwen inmitten eines ausgemauerten Schlossparkteiches. Dieser Teich wurde vom Fasanenbach gespeist, der auch früher schon das Areal des Gartens kreuzte. Das Wasser wurde zu einer Kaskade umgeleitet und floss durch mehrere Springbrunnen. Umgeben war die Anlage von einer doppelreihigen Rosskastanienallee, die sich noch an der Nord- und Ostseite erhalten hat. Insgesamt gab es 203 Sandsteinfiguren, darunter eine Sonnenuhr von Johann Leonhard Bettert.
Der Barockgarten fiel der neuen Mode des englischen Landschaftsgartens im 19. Jahrhundert zum Opfer. Graf Franz Erwein verkaufte 1826 das „Lusthaus“ auf Abbruch. Die Figuren im Garten wurden zerstört, der Schotter diente der Straßenpflasterung. Unter Hugo Damian Erwein II. wurde der Park zweimal erweitert, ehe er 1860 seine heutige Ausdehnung von ungefähr 10 Hektar erreichte. Das Gewächshaus wurde 1950 in ein Wohnhaus umgewandelt. Der größte Teil des Landschaftsparks ist öffentlich zugänglich, lediglich der südliche Abschnitt ist Privatgelände der im Schloss lebenden Grafen von Schönborn.

## Gartenpavillon
Der Gartenpavillon im Schlosspark entstand nach Plänen des Würzburger Hofbaumeisters Joseph Greissing, dessen Tätigkeit für die Grafen von Schönborn ab 1718 nachweisbar ist. Das Gartenhaus wurde in einem Theoriewerk David Fülkens von 1720 abgebildet. Es erinnerte an das ebenfalls von Greissing entworfene Huttenschlösschen in Würzburg.

## Heutiger Zustand

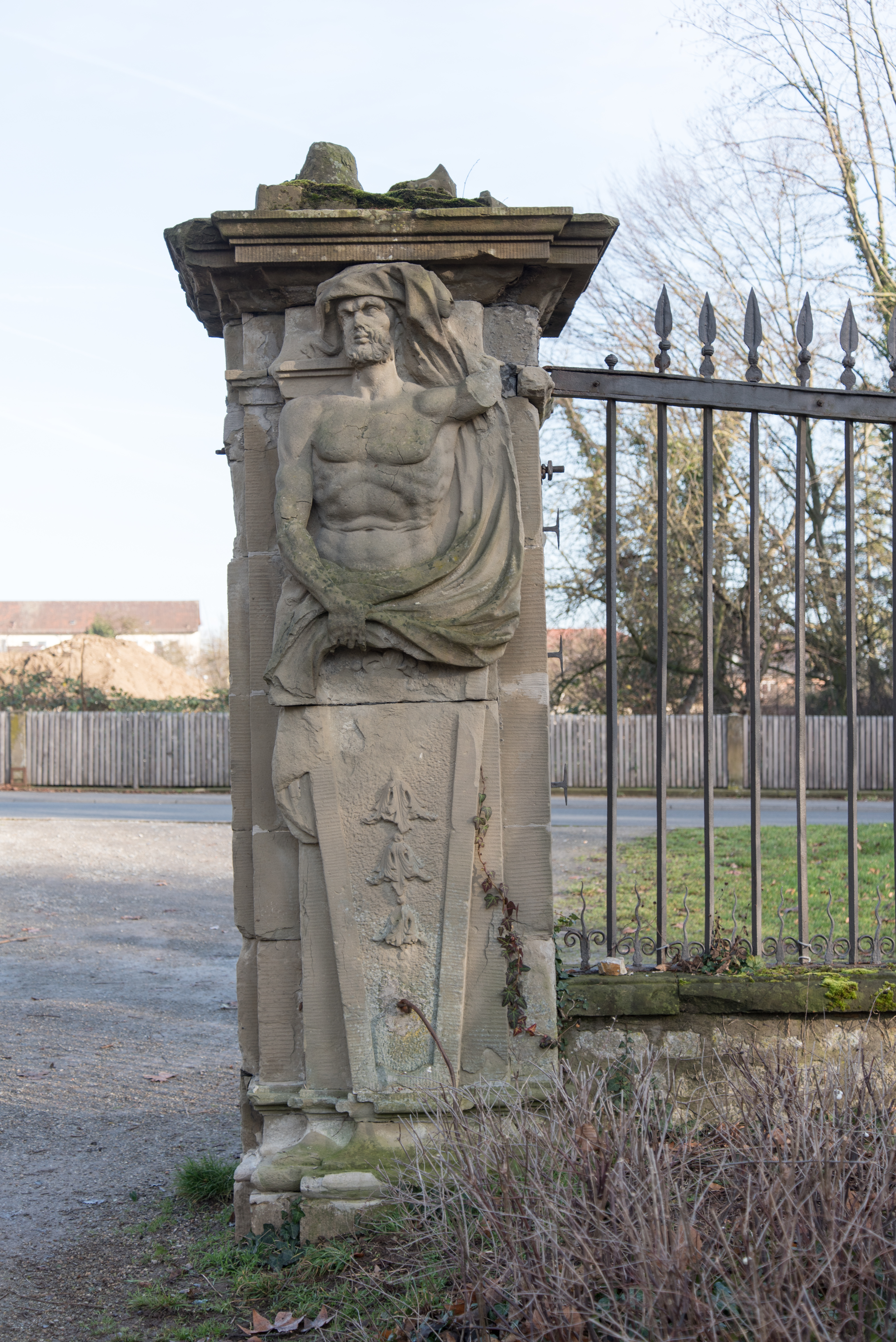
Atlant am nordöstlichen Parktor

Der Schlosspark präsentiert sich als Englischer Landschaftsgarten des 19. Jahrhunderts. Das Zentrum bildet ein See, der Schlossparkweiher. Er geht auf das artifizielle Barockbecken aus der Zeit um 1720 zurück und wurde an ein natürliches Gewässer angelehnt. Die ehemalige Hauptachse bildet eine Sichtachse zwischen Schloss und der umgestalteten Orangerie, die ein Gartenbauunternehmen als Firmensitz nutzt. Ergänzt wird die Anlage von großen Wiesenflächen, die von Gehölzgürteln umstellt sind. Die Diagonalachse verbindet den Park mit der umgebenden Landschaft. Der Park wird als Baudenkmal geführt und ist bedeutendes Element des Ensembles Schloss Wiesentheid.
Sehenswürdigkeiten im ehemaligen Schlosspark:
- Umfriedungsmauer von 1760 mit Überresten der Figuren Heinrich Stahlers
- Schloss Wiesentheid im Süden